# راندي كراوتش
راندي كراوتش (بالإنجليزية: Randy Crouch)‏ هو عازف جاز ومغن مؤلف ومغني وكاتب أغاني وعازف قيثارة أمريكي، ولد في 1 أبريل 1952.

## وصلات خارجية
- الموقع الرسمي